# مينور
مينور هي بلدة في مقاطعة جاركورغان في ولاية صرخنداريا في أوزبكستان.